# Alstroemeria malmeana
Alstroemeria malmeana es una especie fanerógama, herbácea, perenne y rizomatosa perteneciente a la familia de las alstroemeriáceas. Es endémica de los pastizales de las tierras altas subtropicales del sur de Brasil. Es un geófito tuberoso y crece principalmente en el bioma subtropical.

## Descripción
A. malmeana es una planta perenne, erecta o entrelazada y rizomatosa. Las hojas de la rama reproductiva son amplexicaules, es decir, abrazan al tallo por su base, son estrechas y distribuidas por toda la rama, muy similares a las de Alstroemeria albescens. Sus flores son colgantes, de campanuladas a urceoladas de color rojo. Los tépalos externos e internos suelen no ser reflexivos y sin imperfecciones.

## Taxonomía
Alstroemeria malmeana fue descrita por Friedrich Wilhelm Ludwig Kraenzlin, y publicado en Bot. Jahrb. Syst. 112: 3 (1913).
Etimología
Alstroemeria: nombre genérico que fue nombrado en honor del botánico sueco barón Clas Alströmer (Claus von Alstroemer) por su amigo Carlos Linneo.
malmeana: epíteto que hace referencia a liquenólogo sueco Gustaf Oskar Andersson Malme.